# Klášterní Hradisko
Klášterní Hradisko (Duits: Kloster Radisch) is een wijk en kadastrale gemeente in de Tsjechische stad Olomouc met bijna 2.000 inwoners. Tot 1919 was Klášterní Hradisko onderdeel van de gemeente Černovír, net als Černovír zelf werd Klášterní Hradisko dat jaar bij Olomouc gevoegd. In Klášterní Hradisko bevindt zich het Hradisko-klooster.

## Geschiedenis
- 1078 – Het Hradisko-klooster wordt gesticht.
- 1919 – Klášterní Hradisko wordt bij Olomouc gevoegd.

## Aanliggende kadastrale gemeenten
| Aanliggende kadastrale gemeenten | Aanliggende kadastrale gemeenten | Aanliggende kadastrale gemeenten | Aanliggende kadastrale gemeenten | Aanliggende kadastrale gemeenten |
| -------------------------------- | -------------------------------- | -------------------------------- | -------------------------------- | -------------------------------- |
|                                  |                                  | Černovír                         |                                  |                                  |
|                                  |                                  |                                  |                                  |                                  |
| Lazce                            | Pavlovičky                       |                                  |                                  |                                  |
|                                  |                                  |                                  |                                  |                                  |
|                                  |                                  | Olomouc-město                    |                                  |                                  |

Bělidla ·
Černovír ·
Droždín ·
Chomoutov ·
Chválkovice ·
Hejčín ·
Hodolany ·
Holice ·
Klášterní Hradisko ·
Lazce ·
Lošov ·
Nedvězí ·
Nemilany ·
Neředín ·
Nová Ulice ·
Nové Sady ·
Nový Svět ·
Olomouc-město ·
Pavlovičky ·
Povel ·
Radíkov ·
Řepčín ·
Slavonín ·
Svatý Kopeček ·
Topolany ·
Týneček